# Projektleiter
Der Projektleiter ist für die operative Planung und Steuerung des Projektes verantwortlich. Je nach Projektart ist er in diesem Zusammenhang für das Erreichen von Sach-, Termin-, Kosten- bzw. Ausbildungszielen im Rahmen des Projekts zuständig. Im Bereich der Planung legt er Ziele sowie benötigte Ressourcen für deren Erreichung fest.

## Reichweite der Kompetenz eines Projektleiters
Die Reichweite der Kompetenzen eines Projektleiters hängt primär von der Leitungsstruktur von Projektgruppen ab. Hier werden zwei Arten unterschieden:
- Bei hierarchiefreien Projektgruppen sind alle Gruppenmitglieder gleichberechtigt, sie tragen gemeinsam die Verantwortung für das Projektergebnis. Dies gilt etwa für die didaktisch ausgerichteten Projekte. Dem Projektleiter kommt hier die Rolle eines Moderators, oft auch die des Initiators zu.[2][3]
- In hierarchischen Projektgruppen wird ein Mitglied mit besonderer Kompetenz und Verantwortung ausgestattet. Die Reichweite der Kompetenz hängt großenteils von der Form der Projektorganisation ab und reicht vom Informations- und Antragsrecht bis hin zu uneingeschränkter Leitungskompetenz im Rahmen des Projektes. Sie kann sich im Laufe der Projektdurchführung durchaus verändern.[4] In jedem Projekt nehmen deren Mitglieder verschiedene Rollen ein. Manchmal werden sie bereits im Voraus festgesetzt, oft bilden sie sich jedoch erst während der Gruppenbildungsphasen.

## Aufgaben des Projektleiters
Im Rahmen der Projektplanung bestehen die Hauptaufgaben des Projektleiters in der Ressourcen- und Budgetplanung sowie in der Festlegung der Ziele des Projekts.
Projektdefinition
Er formuliert möglichst präzise realistische Projektziele, die den Soll-Zustand, der am Ende des Projekts herrschen soll, beschreiben; Maßnahmen, um den Sollzustand zu erreichen, sind nicht Teil der Zielformulierung. Wurden mit dem Auftraggeber noch keine konkreten Projektziele ausgehandelt, ist es zentrale Aufgabe des Leiters, diese mit dem Auftraggeber abzustimmen. Weiter zählt hierzu die Dokumentation des Projektauftrags, um die Genehmigung des Projekts durch den Lenkungsausschuss zu sichern.
Projektorganisation
Zur Projektorganisation zählen vor allem die Rollendefinition, die Integration des Projektes in die bestehende Unternehmensstruktur sowie der Aufbau projektbezogener Team- und Kommunikationsstrukturen.
Bei der Zusammensetzung der Projektteams sind Qualität sowie Anzahl der Mitglieder zu beachten. Einerseits sollten alle wichtigen Interessengruppen vertreten sein, andererseits jedoch sollte eine bestimmte Größe des Teams nicht überschritten werden, da nur in Gruppen bis zu acht Personen wirklich effizient gearbeitet werden kann.
Die Projektleitung sollte außerdem mit einer durchdachten Organisation Strukturen setzen, die Chaos vermeidet und Unsicherheiten begrenzt (Strukturierung in Projektstufen bzw. Projektphasen).
Projektplanung
Der Projektleiter ist dafür zuständig, das Projekt effizient zu planen, zu koordinieren und zu steuern. Dabei helfen ihm traditionelle Instrumente wie die Netzplantechnik, die Projektkostenplanung und die Einsatzmittelplanung.
Zu den neueren Instrumenten der Planung zählen auch die Projektdefinition, die Analyse des Projektumfelds, die Projektstrukturplanung sowie phasenbezogene Workshops (Projektstart-, Meilenstein-, Projektabschlussworkshop).
Oben genannte Instrumente helfen, Projekte in ihrer Gesamtheit zu betrachten, Abhängigkeiten darzustellen sowie die projektinterne Kommunikation zu erleichtern.
Kommunikation
- Planung geeigneter Kommunikationsstrukturen
- Motivation der Mitglieder zu intensiver Kommunikation
- Weiterleiten benötigter Informationen

In der betrieblichen Praxis kann es zu der Weitergabe von Fehlinformation kommen bzw. erfolgt ein nur geringer oder kein Informationsaustausch. Dies kann zu Demotivation von Projektbeteiligten und daraus resultierend zu ineffizienter Arbeit führen.
Der Projektleiter sollte daher vor allem darauf achten, dass Inhalt, Zeitpunkt sowie Art der Kommunikation aufeinander abgestimmt werden, um so einen reibungslosen Informationsaustausch innerhalb der Gruppe zu gewährleisten.
Umfeldmanagement
Die Mitglieder von Projektteams werden oft von unterschiedlichen Abteilungen zusammengefasst, wobei abteilungsbezogene Interessen entstehen.
Zur besseren Verständlichkeit: In einem Projekt zur Produktentwicklung beispielsweise, strebt die technische Abteilung vordergründig eine technologische Lösung an, wogegen der Vertrieb wiederum ein wettbewerbsfähiges Produkt wünscht. Hierbei ist es Aufgabe des Projektleiters eine so genannte Integrationsfunktion zu übernehmen:
- Ausgleich unterschiedlicher Interessen
- Überbrückung von Kulturunterschieden
- Bildung eines Teams, das an einem Strang zieht.[8]

Projektcontrolling
Im Zusammenhang mit Projektcontrolling überwacht der Projektleiter die Projektleistung, Termine und Kosten sowie deren Übereinstimmung mit definierten Projektzielen. Die Übertragung dieser Tätigkeit an ein Teammitglied ist in der Praxis üblich (Projektcontroller).
Projektdokumentation
Der Projektleiter ist dafür zuständig, dass vom Projekt betroffene Abteilungsleiter regelmäßig informiert werden und zu vereinbarten Zeitpunkten, oder bei Bedarf, die Projektergebnisse gemeinsam abgestimmt werden (z. B. im Beratungsausschuss).
Mitarbeiterführung
Der Projektleiter führt Mitarbeiter oft, ohne deren direkter Vorgesetzter zu sein. Auch ohne diese direkte Macht erwartet der Projektleiter, dass in seinem Projekt motiviert und verlässlich gearbeitet wird – in der Praxis ist dies oft schwer durchzusetzen und ist nur durch hohe Motivation seitens des Projektleiters erreichbar. Die Führung der Mitarbeiter hängt stark von der jeweiligen Leitungsstruktur ab. Dabei fallen dem Leiter folgende Aufgaben und Kompetenzen zu:
- Zuweisen entsprechender Projektteilaufgaben an Gruppenmitarbeiter
- Mitsprache bei Urlaubs- und Abwesenheitsplanung der Mitglieder
- Aus- und Weiterbildung der Gruppe in Hinblick auf Projektergebnis und deren Erreichen
- Löst Konflikte innerhalb der Gruppe, da diese die interne Zusammenarbeit erschweren können.
- Stärkung des Teamgefühls und Motivation der Gruppe
- Gestalten eines kreativen Arbeitsklimas (Vermeiden von Widerstand gegenüber neuen Lösungen).[11]

In der Praxis werden häufig vom Organisationsproblem betroffene Personen als Projektleiter eingesetzt, um zu verhindern, dass organisatorische oder informationstechnische Angelegenheiten gegenüber den Interessen der Betroffenen überwiegen.

## Anforderung an einen Projektleiter
Folgende Qualifikationen sowie Fähigkeiten sollte ein Projektleiter aufweisen:
- Beherrschen der Projektmanagement-Instrumente und deren Anwendung
- Erfahrung in der Projektarbeit
- Den Blick fürs „Ganze“ (da der Projektleiter alle Arbeiten innerhalb eines Projekts koordinieren muss)
- Soziale Qualifikation, vor allem die Fähigkeit zur Führung der Projektgruppe (Fähigkeit zu delegieren, Vorbildfunktion)
- Belastbarkeit und Anpassungsfähigkeit: Zeitdruck, Umgang mit Widerständen
- Kommunikationsfähigkeit: Koordinierungsaufgaben, Kontaktfreudigkeit, Überzeugungsfähigkeit, Durchsetzungsvermögen, Verhandlungshärte und -geschick

Die Deutsche Gesellschaft für Projektmanagement formuliert es nach Führungskompetenzen:
- Fachkompetenz
- Methodenkompetenz
- Organisationskompetenz
- Sozialkompetenz

## Zusammenfassung
Zusammenfassend kann festgestellt werden, dass der Projektleiter in hierarchisch strukturierten Projektgruppen für die vollständige Erledigung des Auftrags sowie für die Einhaltung der Zielsetzung verantwortlich ist. In diesem Zusammenhang sorgt er dafür, dass die Qualitätskriterien nicht außer Acht gelassen werden. Weiter ist er für Planung und Kontrolle des Projekts zuständig und übernimmt die projektbezogene Personalführung. In nicht hierarchisch strukturierten Projektformen wie den didaktischen Projekten trägt die gesamte Projektgruppe die Verantwortung für das Erreichen des gesetzten Projektziels. Dem Projektleiter kommt dabei die Funktion des Moderators zu. Die Befähigung dazu erfolgt für alle Projektteilnehmer in einem progressiven Lernprozess.